# 生命的插曲
《生命的插曲》是一首由香港歌手張學友演唱的歌曲，由寶麗金唱片公司錄製，並收錄於張學友在1992年發行的專輯《愛火花》中。

## 介紹
《生命的插曲》是改編自日本組合JAYWALK的《河より低い町で-My Old Man-》，由杉田裕作曲，粵語版本由陳少琪填詞，盧東尼編曲，歌詞表達一對偷情男女為了各自的戀人而無奈分手的情節。歌曲推出後曾做為《愛火花》專輯主打歌之一，但由於當時香港各大電臺、傳媒及電視機構認為歌詞有誤導和鼓勵婚外情的含意，使其受到歌詞尺度問題的影響而沒有被公開播放。直到1996年，張學友與葉詠詩合作的《愛與交響曲》中，張學友再次將歌曲公開演唱，亦公開表達對於這首歌未被重視感到遺憾。

## 實例
- 許志安與黃心穎出軌事件：樂壇天后鄭秀文的丈夫許志安與藝人馬國明時任女友黃心穎於的士被偷拍親熱，事後鄭秀文選擇原諒丈夫，馬國明卻跟黃心穎分手。
- 黎振燁與朱智賢出軌事件：朱智賢瞞著緋聞男友謝東閔搭上有婦之夫黎振燁，雖然黎振燁的太太事後念及多年感情決定原諒他，另一邊廂謝東閔卻選擇跟朱智賢分手。